# Maria Canals-Barrera

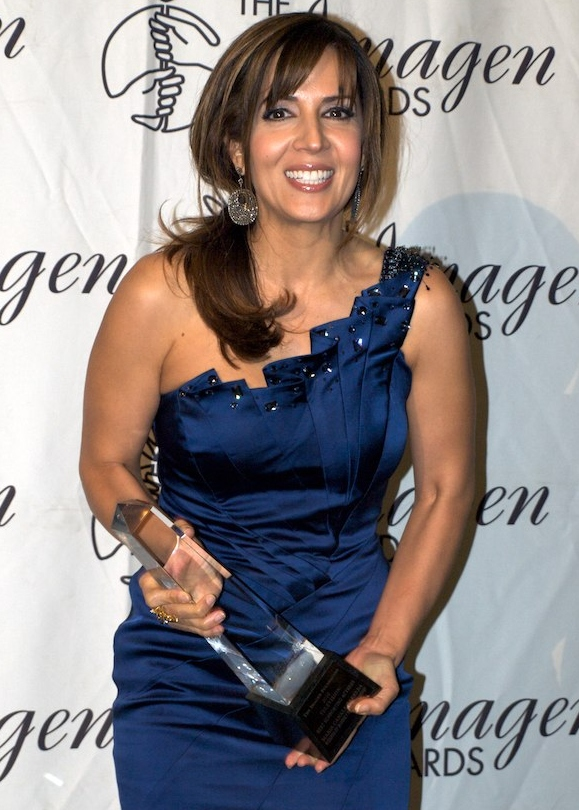
Maria Canals-Barrera im August 2010

Maria Pilar Canals-Barrera (* 28. September 1966 in Miami, Florida) ist eine US-amerikanische Schauspielerin kubanischer Abstammung, bekannt durch ihre Rolle als Theresa Larkin-Russo in der Disney-Channel-Serie Die Zauberer vom Waverly Place.

## Leben
Canals-Barrera debütierte in einer Folge der Fernsehserie 21 Jump Street – Tatort Klassenzimmer aus dem Jahr 1990. Für ihre Rolle in der Sendung The Tony Danza Show wurde sie im Jahr 1998 für den ALMA Award nominiert. Im Jahr 2002 erhielt sie den gleichen Preis für ihre Rolle in der Fernsehserie The Brothers Garcia.
Maria Canals-Barrera spielte von 2007 bis Januar 2012 in der Fernsehserie Die Zauberer vom Waverly Place die Rolle der Theresa Larkin-Russo. Diese Rolle brachte ihr im Jahr 2008 Nominierungen für den ALMA Award und für den Imagen Award ein. In der Musikkomödie Camp Rock (2008) trat sie in einer größeren Rolle an der Seite von Demi Lovato, Joe Jonas und Meaghan Jette Martin auf. Im Jahr 2011 übernahm sie in Tom Hanks’ Produktion Larry Crowne die Rolle einer Studentin, die unter anderem von Julia Roberts unterrichtet wird.
Canals-Barrera ist mit dem Schauspieler David Barrera verheiratet.

## Filmografie (Auswahl)
- 1993: Ein Cop und ein Halber (Cop and ½)
- 1994: Mord ist ihr Hobby (Murder, She Wrote, Fernsehserie, Folge 10x21)
- 1995: Meine Familie (My Family)
- 1997: Ein Vater zum Küssen (The Tony Danza Show, Fernsehserie, 14 Episoden)
- 2001: America’s Sweethearts
- 2002: Meister der Verwandlung (The Master of Disguise)
- 2007–2012: Die Zauberer vom Waverly Place (Wizards of Waverly Place, Fernsehserie, 92 Episoden)
- 2008: Camp Rock (Fernsehfilm)
- 2009: Die Zauberer vom Waverly Place – Der Film (Wizards of Waverly Place: Stone of Dreams, Fernsehfilm)
- 2010: Camp Rock 2: The Final Jam (Fernsehfilm)
- 2011: Larry Crowne
- 2013: Die Rückkehr der Zauberer vom Waverly Place (The Wizards Return: Alex vs. Alex, Fernsehfilm)
- 2014: Baby Daddy (Fernsehserie, Episode 3x04)
- 2014–2015: Cristela (Fernsehserie, 22 Episoden)
- 2016: A Bronx Life (Fernsehfilm)
- 2016: Gott ist nicht tot 2 (God’s Not Dead 2)
- 2016: Last Man Standing (Fernsehserie, Episode 6x03)
- 2016: The Big Bang Theory (Fernsehserie, Episode 10x08)
- 2016: Ultimate Spider-Man (Fernsehserie, 3 Episoden, Stimme von Rio Morales)
- 2017: Vixen: The Movie (Fernsehfilm, Stimme von Dr. Vargas)
- 2018: Young & Hungry (Fernsehserie, Episode 5x15)
- 2018: Fuller House (Fernsehserie, Episode 4x09)
- 2018: The Wedding Do Over (Fernsehfilm)
- 2019: Sweet Inspirations
- 2022: Strong Fathers, Strong Daughters
- 2023: Identity Crisis
- 2023: #FBF
- 2024: The Merry Gentlemen
- 2025: Die neuen Zauberer vom Waverly Place (Wizards Beyond Waverly Place, Fernsehserie, Episode 1x20)